# Watamu

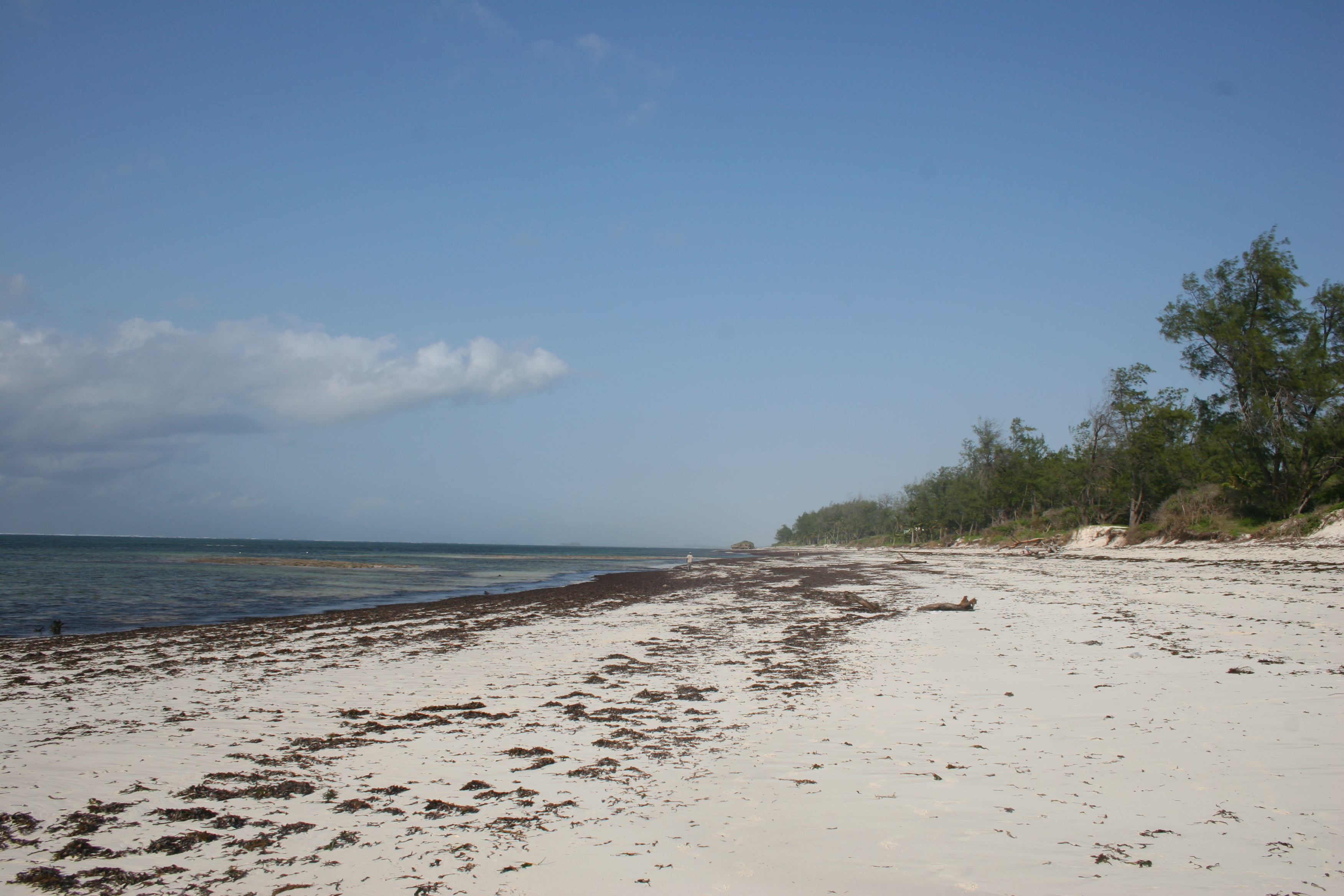
Stranden vid Watamu (2010).

Watamu är en ort i distriktet Malindi i Kustprovinsen i Kenya. Folkmängden uppgick till 10 030 invånare vid folkräkningen 2009.